# Ascolepis eriocauloides
Ascolepis eriocauloides är en halvgräsart som först beskrevs av Ernst Gottlieb von Steudel, och fick sitt nu gällande namn av Christian Gottfried Daniel Nees von Esenbeck och Ernst Gottlieb von Steudel. Ascolepis eriocauloides ingår i släktet Ascolepis och familjen halvgräs.
Artens utbredningsområde är Etiopien. Inga underarter finns listade i Catalogue of Life.